# FC Tevragh Zeïna
Der FC Tevragh Zeïna ist ein Fußballverein aus Nouakchott in Mauretanien. Der Verein wurde 2005 gegründet.

## Geschichte

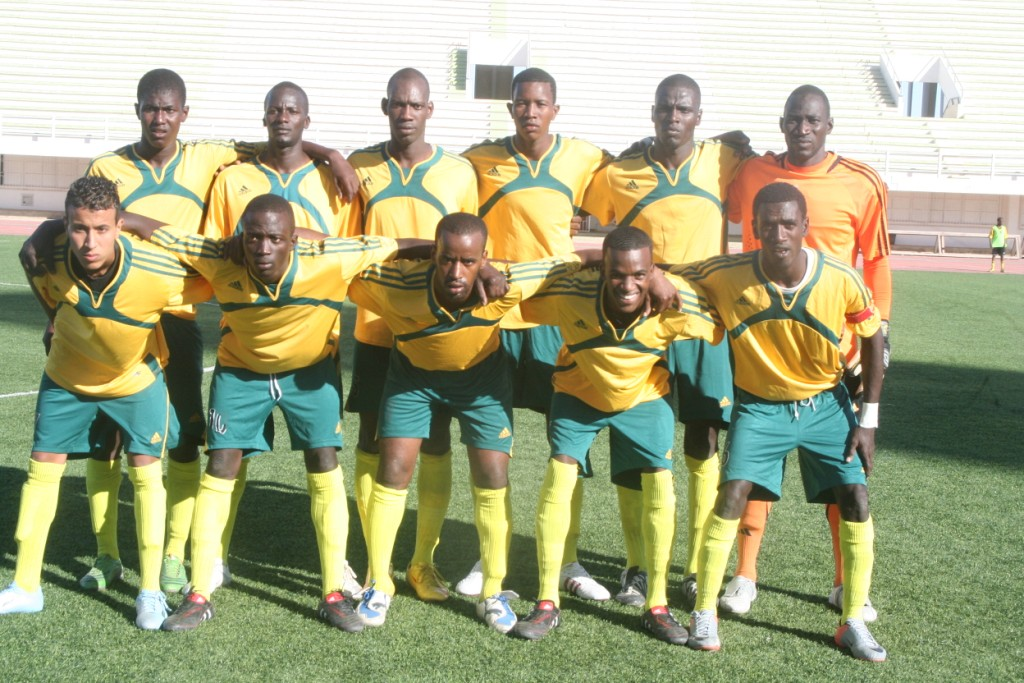
Mannschaft im Dezember 2010

2009 erreichte der Verein das Pokalfinale, verlor dort aber gegen ASAC Concorde im Elfmeterschießen mit 4:5. Ein Jahr später schaffte man es wieder ins Pokalfinale, dieses Mal siegte man mit 3:0 gegen den FC Feu Mini. Durch diesen Pokalsieg erreichte der FC Tevragh Zeïna erstmals den CAF Confederation Cup. 2012 und 2016 konnte der Verein jeweils das Double gewinnen. Mittlerweile stehen drei Meisterschaft und vier Pokalsiege zu Buche.
Am 28. Februar 2011 gewann der Klub gegen den malischen Vertreter AS Real Bamako mit 1:0. Zuletzt schaffte es 1994 eine mauretanische Mannschaft die Qualifikationsrunde zu überstehen. Doch in der nächsten Runde war dann gegen den algerischen Verein JS Kabylie (1:3) Schluss. Trotz dreimaliger Qualifikation für die CAF Champions League trat der Verein in diesem Wettbewerb noch nicht an.

## Titel und Erfolge
- Meister: 3

2012, 2015, 2016
- Pokalsieger: 4

2010, 2011, 2012, 2016
- Superpokalsieger: 3

2010, 2015, 2016

## Statistik in den CAF-Wettbewerben
- CAF Confederation Cup: 1 Teilnahme

| 2011 – Erste Runde |

| Wettbewerb                 | Runde         | Gegner         | Hinspiel | Rückspiel |  |
| -------------------------- | ------------- | -------------- | -------- | --------- |  |
|                            |               |                |          |           |  |
| CAF Confederation Cup 2011 | Qualifikation | AS Real Bamako | 0:0 (H)  | 1:0 (A)   |  |
|                            | 1. Runde      | JS Kabylie     | 0:1 (A)  | 1:2 (H)   |  |